# 斯沃博德
斯沃博德（羅馬化：Svobody）是俄罗斯斯塔夫罗波尔边疆区的市级镇，属边疆区辖市皮亚季戈尔斯克市管辖。地处斯塔夫罗波尔边疆区南部，位于库马河一支流波德库莫克河畔，在州府斯塔夫罗波尔东南方，靠近斯塔夫罗波尔边疆区与卡巴尔达-巴尔卡尔共和国的边界。该镇东部邻接戈里亚切沃茨基镇，北侧为皮亚季戈尔斯克。
旧称纳哈洛夫卡（Нахаловка），之后曾改称阿列克谢耶夫斯基（Алексеевский）；1917年革命后改为现名，意为“自由”。该地2022年人口有17,168人；2010年人口18,042；2002年人口17,349；1989年人口15,190。